# 尾島碩聞
尾島 碩聞（おじま せきもん、生没年不詳）は、明治時代の家相家である。

## 経歴
田中茂公の著作によると、碩聞は江戸時代後期の家相家、松浦琴鶴の門下であった。また、東京の小石川伝通院の境内に住み、家相鑑定および家相研究を行っていた。
碩聞は貴重な家相関連の資料を研究して、江戸時代に活躍した神谷古暦、松浦東鶏、松浦琴鶴などの家相法の特徴を『家相新編（上）』でまとめている。
碩聞とその養子である尾島碩宥が収集した天文・暦法・易占関係の書籍は礫川堂文庫と称された。
しかし、礫川堂文庫の多くは戦災で焼失し、碩聞が研究した家相書も失われた。そのため、『家相新編（上）』は、江戸時代の家相法を知る上で貴重な資料となっている。
心理学者の尾島碩心は碩宥の長男であり、碩聞の孫である。

## 著作
- 尾島碩聞『方鑑必携』、礫川堂、1878年。
- 尾島碩聞『方鑑大成』、礫川堂、1888年。
- 尾島碩聞『家相新編』、礫川堂、1901年。